# Anna Polívková
Anna Polívková (* 24. března 1979 Praha) je česká herečka a komička.

## Osobní život
Je dcerou herce Bolka Polívky a herečky Evelyny Steimarové – po matce další pokračovatelka slavného hereckého rodu Steimarů.
V roce 1999, po studiu na konzervatoři, nejprve studovala nonverbální divadlo na HAMU, posléze odešla studovat na Mezinárodní školu pohybového divadla Jacquese Lecoqa do Paříže. V roce 2013 uspěla v taneční soutěži České televize nazvané StarDance …když hvězdy tančí, když soutěž ve dvojici s Michalem Kurtišem vyhrála.
Poblíž města Bari v Itálii se 7. září 2024 provdala za italského přítele Giuseppeho Meleho.

## Filmografie

### Film
- 1999 Návrat idiota (dívka z tanečních)
- 2004 Bolero (Ilona Fetková)
- 2005 Na prahu (studentský film)
- 2005 Restart (Marie)
- 2005 A tou nocí nevidím ani jedinou hvězdu (film SRN, postava: Dora Němcová)
- 2006 Hezké chvilky bez záruky (Jarmila)
- 2006 Účastníci zájezdu (Jolana)
- 2008 Květy sakury
- 2008 Vy nám taky, šéfe! (sekretářka)
- 2009 Stínu neutečeš (Sylvie)
- 2009 Ženy mého muže
- 2012 Probudím se včera (Dáša)
- 2012 Modrý tygr
- 2014 Dědictví aneb Kurvaseneříká (Anna)
- 2015 Až po uši v mechu
- 2016 Pohádky pro Emu
- 2016 Strašidla
- 2017 Špindl
- 2017 Špunti na vodě
- 2018 Po čem muži touží
- 2018 Dvě nevěsty a jedna svatba
- 2019 Blíž ke hvězdám (Helena Svobodová)
- 2019 Poslední aristokratka (cestující v letadle)
- 2019 Ženská na vrcholu (Helena)
- 2020 Případ mrtvého nebožtíka
- 2021 Matky
- 2021 Přání Ježíškovi
- 2022 Kdyby radši hořelo
- 2022 Po čem muži touží 2 (Irena)
- 2022 Střídavka
- 2022 Největší dar
- 2023 Policejní historky
- 2024 Jedeme na teambuilding

### Televize
- 1999 Hotel Herbich (TV seriál, Martina)
- 2005 Na stojáka (TV seriál)
- 2007 Ordinace v růžové zahradě (TV seriál)
- 2008 Soukromé pasti (seriál), díl: „Ukradená spermie“
- 2009 Šejk (TV film)
- 2013 Škoda lásky (seriál), díl: „Májová romance doktora Mráze“
- 2013–2018 Helena (seriál)
- 2014 Život a doba soudce A. K. – díly Kněz a Místo narození (Mgr. Malá, advokátka doktora Musila) (TV seriál)
- 2014 Případy 1. oddělení (seriál), díl: „Nenávist“
- 2015–2017 Až po uši (seriál)
- 2016 Živě z mechu (seriál)
- 2017 Kapitán Exner (seriál)
- 2020 Specialisté (seriál), díl: „Linka 116“
- 2020 Einstein – Případy nesnesitelného génia (seriál)
- 2021 Ochránce (seriál), díl: Andílek
- 2022 Špunti na cestě (TV seriál, Alice)